# Acid Jazz
Acid Jazz, auch als Jaz(z)id oder Dancefloor Jazz bezeichnet, ist eine Musikrichtung, die Elemente aus elektronischer Musik, Soul, Funk und Jazz in sich vereint. Dadurch entstand eine Kombination vieler moderner Tanzmusikformen von Reggae bis Hip-Hop und House Music, die gleichzeitig eklektizistisch Soul, Funk und Jazz zitierte.

## Allgemeines
Der Begriff wurde 1988 von den DJs Gilles Peterson und Eddie Piller geprägt und die Musikrichtung entstand in Londoner Clubs in den 1980er Jahren. Mit Acid oder Acid House hat Acid Jazz grundsätzlich nichts zu tun: vielmehr wählten Peterson und Piller die Bezeichnung nach der Überlieferung aus einer Laune heraus, als sie sich über den damaligen allgegenwärtigen Acid-House-Hype lustig machten. Nach Einschätzung des Rough Guide Jazz handelt es sich wesentlich stärker um ein Phänomen des Marktes als um einen kohärenten Musikstil. Vergleichbar mit dem Traditional-Jazz-Revival wurde dieses Revival zunächst durch das Abspielen von älteren Platten – vor allem aus dem Bereich des Soul Jazz und des Jazzfunk aus der Zeit vom Ende der 1960er und Anfang der 1970er Jahre – und nicht durch Live-Musik initiiert. Hierbei gelangten Label wie MPS zu einem neuen „Kult“-Status.
Insbesondere in Großbritannien kam es im Umfeld der Acid-Jazz-Szene auch zu Live-Auftritten klassischer Jazzmusiker wie beispielsweise Steve Williamson. Die meisten kreativen Musiker, die auf der Bühne Acid Jazz spielten, haben dies als einschränkend empfunden und relativ rasch wieder aufgegeben.

## Künstler und Gruppen

### Vorläufer
Sogenannte Väter oder „Paten“ des Acid Jazz:
an der E-Gitarre
- Grant Green[1]
- Boogaloo Joe Jones
- Wes Montgomery

am Schlagzeug
- Idris Muhammad
- Bernard Purdie

an der Hammond-Orgel
- Groove Holmes
- Charles Kynard
- Brother Jack McDuff
- Jimmy McGriff
- Jimmy Smith
- Lonnie Smith
- Leon Spencer
- Walter Wanderley

### Akteure
Bekannte Künstler oder Gruppen, die mit der Acid-Jazz-Szene verbunden werden:
- The Brand New Heavies
- Count Basic
- Down to the Bone
- D’Sound
- Galliano
- Incognito
- Jamiroquai
- Jestofunk
- Mondo Grosso
- Nicola Conte
- Nils Wülker
- Roger Beaujolais
- St Germain
- Tab Two
- Two Banks of Four
- Us3
- Working Week

## Diskografie (Auswahl)
- Talkin’ Verve: Roots of Acid Jazz – Roland Kirk (Verve, 1996)
- Talkin’ Verve: Roots of Acid Jazz – Wes Montgomery (Verve, 1996)
- Talkin’ Verve: Roots of Acid Jazz – Jimmy Smith (Verve, 1996)
- Talkin’ Verve: Roots of Acid Jazz – Cal Tjader (Verve, 1996)
- Legends of Acid Jazz – Boogaloo Joe Jones (Prestige, 1996)
- Legends of Acid Jazz – Leon Spencer (Prestige, 1997)
- Legends of Acid Jazz – Charles Kynard (Prestige, 1999)